# Rita Keszthelyi
Rita Keszthelyi, född 10 december 1991 i Budapest, är en ungersk vattenpolospelare. Sedan 2022 spelar hon för det katalanska laget CN Mataró.
Keszthelyi tog EM-brons i Eindhoven 2012 och hon deltog i vattenpoloturneringen vid olympiska sommarspelen 2012. Hon var med om att ta tog VM-brons i världsmästerskapen i simsport 2013 i Barcelona, EM-brons i Budapest 2014, EM-guld i Belgrad 2016 och hon deltog i vattenpoloturneringen vid olympiska sommarspelen 2016.
Keszthelyi gjorde 28 mål, flest av alla, när Ungerns damlandslag i vattenpolo tog EM-brons i Budapest 2020 och hon ingick i det ungerska landslag som tog brons i vattenpoloturneringen vid olympiska sommarspelen 2020.
Keszthelyi tog VM-silver i samband med världsmästerskapen i simsport 2022 i Budapest.
Fadern Tibor Keszthelyi deltog i herrarnas turnering i vattenpolo vid olympiska sommarspelen 1988.